# Orimarga relicta
Orimarga relicta är en tvåvingeart som beskrevs av Alexander 1930. Orimarga relicta ingår i släktet Orimarga och familjen småharkrankar. Inga underarter finns listade i Catalogue of Life.